# Death Wish (loạt phim)
Death Wish là loạt phim điện ảnh chính kịch, tội phạm và hành động của Mỹ dựa trên tiểu thuyết cùng tên năm 1972 của nhà văn Brian Garfield. Bộ phim kể về cuộc đời cũng như những diễn biến tâm lý của Paul Kersey, một kiến trúc sư có người vợ bị giết và đứa con gái bị hãm hiếp bởi các băng đảng tội phạm, đã quyết sẽ diệt trừ các băng đảng này để trả thù. Nhân vật chính Paul Kersey trong loạt phim gốc do nam diễn viên Charles Bronson thủ vai, còn phiên bản làm lại thì do Bruce Willis đảm nhiệm với cốt truyện có phần khác một chút so với bản gốc.

## Nhân vật chính
Nhân vật trung tâm của phim là Paul Kersey. Ông sinh năm 1920 trong 1 gia đình có cha là người Anh làm nghề thợ săn. Năm 1944, ông tham gia quân đội phục vụ cho Chiến tranh thế giới thứ hai và sau đó là Chiến tranh Triều Tiên.Sau đó ông giải ngũ đến New York sinh sống làm kiến trúc sư và có 1 gia đình hạnh phúc cùng 1 người vợ thủy chung và 1 cô con gái xinh đẹp. Tưởng chừng đó là niềm vui nhưng bi kịch đã xảy ra khi vào 1 ngày nọ gia đình ông bị 1 nhóm cướp của tấn công giết chết người vợ còn đứa con gái thì bị chúng hãm hiếp dã man đến mức bị trầm cảm. Kể từ đây tính cách của Paul Kersey thay đổi hoàn toàn. Từ 1 con người hiền lành, vị tha ông trở thành 1 con người cứng rắn, căm ghét tội phạm và thề sẽ giết hết các băng đảng tội phạm để trả thù.

## Danh sách phim
| Vị trí           | Phim                                         | Phim                                            | Phim                                            | Phim                                             | Phim                                                   | Phim                                   |
| Vị trí           | Death Wish (1974)                            | Death Wish II (1982)                            | Death Wish 3 (1985)                             | Death Wish 4: The Crackdown (1987)               | Death Wish V: The Face of Death (1994)                 | Thần chết (2018)                       |
| ---------------- | -------------------------------------------- | ----------------------------------------------- | ----------------------------------------------- | ------------------------------------------------ | ------------------------------------------------------ | -------------------------------------- |
| Đạo diễn         | Michael Winner                               | Michael Winner                                  | Michael Winner                                  | J. Lee Thompson                                  | Allan A. Goldstein                                     | Eli Roth                               |
| Sản xuất         | Dino De Laurentiis Hal Landers Bobby Roberts | Menahem Golan Yoram Globus                      | Menahem Golan Yoram Globus Michael Winner       | Poncho Kohner                                    | Damian Lee                                             | Roger Birnbaum                         |
| Biên kịch        | Wendell Mayes                                | David Engelbach                                 | Don Jakoby (lấy tên Michael Edmonds)            | Gail Morgan Hickman                              | Michael Colleary Allan A. Goldstein                    | Joe Carnahan                           |
| Âm nhạc          | Herbie Hancock                               | Jimmy Page                                      | Jimmy Page Mike Moran                           | John Bisharat Paul MacCallum Valentine MacCallum | Terry Plumeri                                          | Ludwig Göransson                       |
| Dựng phim        | Bernard Gribble                              | Michael Winner Julian Semilian                  | Arnold Crust                                    | Peter Lee-Thompson                               | Patrick Rand                                           | Mark Goldblatt                         |
| Quay phim        | Arthur J. Ornitz                             | Thomas Del Ruth Richard H. Kline                | John Stanier                                    | Gideon Porath                                    | Curtis Petersen                                        | Rogier Stoffers                        |
| Công ty sản xuất | Dino De Laurentiis Corporation               | The Cannon Group, Inc. Golan-Globus Productions | The Cannon Group, Inc. Golan-Globus Productions | The Cannon Group, Inc.                           | 21st Century Film Corporation Death Wish 5 Productions | Cave 76 Metro-Goldwyn-Mayer            |
| Phân phối        | Paramount Pictures Columbia Pictures         | Filmways Pictures Columbia Pictures             | Cannon Film Distributors                        | Cannon Film Distributors                         | Trimark Pictures                                       | Annapurna Pictures Metro-Goldwyn-Mayer |
| Thời lượng       | 94 phút                                      | 88 phút                                         | 92 phút                                         | 99 phút                                          | 95 phút                                                | 108 phút                               |
| Ngày phát hành   | 24 tháng 7 năm 1974                          | 19 tháng 2 năm 1982                             | 1 tháng 11 năm 1985                             | 6 tháng 11 năm 1987                              | 14 tháng 1 năm 1994                                    | 2 tháng 3 năm 2018                     |

### Death Wish(1974)
Xem thêm: Death Wish (phim 1974)
Trở về từ Chiến tranh Triều Tiên, Paul Kersey giải ngũ tới New York, làm kiến trúc sư, kết hôn với Joanna và có đứa con gái là Carol. Cuộc sống của gia đình ông đang êm đềm, tốt đẹp thì bi kịch đã xảy ra. Vào 1 ngày nọ 1 nhóm cướp của gồm 3 người giả làm nhân viên giao hàng đột nhập căn hộ của Paul khi ông đang làm việc. Bọn chúng đánh đập vợ ông, bà Joanna đến chết còn đứa con gái của ông, Carol thì bị chúng hãm hiếp đến mức bị Trầm cảm. Chứng kiến cảnh tượng đó Paul cảm thấy đau đớn đến xé lòng.
Ông chủ của Paul đã quyết định cử ông đi công tác ở Tucson, Arizona.Tại đây 1 khách hàng của ông đã mời ông đi xem 1 cuộc đấu súng giả miễn phí. Sau đó vị khách hàng đó mời ông đi tham quan khu triễn lãm súng của mình và mời Paul thử tài nghệ thiện xạ. Vị khách hàng đó rất ngạc nhiên khi thấy Paul bắn súng rất giỏi thì ông tiết lộ hồi nhỏ đã được người cha quá cố cho đi săn cùng nên ông đã có làm quen qua với súng. Trước khi chia tay trở về New York, vị khách hàng đó đã tặng Paul 1 món quà. Trở về nhà, Paul phát hiện trong gói quà đó là 1 khẩu Colt Police Positive. Trong lúc này, mọi công tác điều tra những kẻ lạ mặt đột nhập vào căn hộ nhà ông từ phía cảnh sát đang lâm vào bế tắc, ông đã quyết định sẽ mạo hiểm tìm bằng được những tên thủ ác đó. Ông ra ngoài với khẩu Colt Police Positive và đụng độ với 1 tên cướp nghiện Heroin. Hắn định rút súng bắn ông nhưng ông đã nhanh trí dùng khẩu Colt Police Positive bắn chết hắn. Sau khi giết hắn, ban đầu, ông trở về căn hộ và cảm thấy khá bàng hoàng nhưng sau đó đã trấn tĩnh hơn. Kể từ đó con người của Paul thay đổi hoàn toàn khi ông không còn là 1 người dân hiền lành mà thay vào đó là 1 người quyết liệt hơn trong việc diệt trừ các băng đảng tội phạm.Mỗi vụ cướp ông đều xuất hiện và kết quả những tên cướp đó đều bị ông bắn hạ.Vụ cướp cũng vì thế mà giảm xuống do bọn tội phạm bắt đầu sợ ông còn người dân New York thì cảm thấy phấn khích gọi ông là "kẻ giấu mặt", thậm chí có người còn bắt chước ông sẵn sàng đánh trả bọn tội phạm. Tuy nhiên cũng vì những hành động liều lĩnh này mà khiến thân phận của ông bị bại lộ. Mặc dù được người dân ủng hộ nhưng chính quyền New York lại lo ngại những hành động liều lĩnh của ông sẽ khiến thành phố trở nên bạo lực do đó họ đã cử Frank Ochoa (viên thanh tra sở cảnh sát New York). Sau một thời gian điều tra Frank đã bắt được ông khi ông đang bị thương phải nhập viện trong 1 lần truy đuổi 1 nhóm cướp.Tuy nhiên vì mến mộ tính cách của Paul nên Frank đã cho phép ông rời khỏi New York trong bí mật với điều kiện Frank sẽ tịch thu và hủy khẩu Colt Police Positive của ông. Paul đồng ý và ông quyết định đến Chicago và cuộc tìm kiếm 3 tên thủ ác đã giết hại vợ ông vẫn còn dang dở.

### Death Wish 2(1982)
Xem thêm: Death Wish 2
Do lệnh cấm đến New York ở phần trước, Paul cùng đứa con gái Carol chuyển đến sống tại Los Angeles.Vào thời điểm này, ông đang hẹn hò với Geri Nichols, 1 nữ phóng viên của đài KABC-TV. Bi kịch vẫn tiếp tục đeo bám gia đình ông. 1 ngày nọ Paul cùng người vợ sắp cưới là Geri và cô con gái Carol ra ngoài mua sắm bị tấn công bởi 1 nhóm 5 tên cướp. Paul đã đánh đuổi được chúng nhưng những tên này đã theo dõi lần ra chỗ ở của ông. Bọn chúng đột nhập nhà ông tấn công và hãm hiếp 1 cô người giúp việc của ông rồi giết chết. Paul cùng con gái trở về thì bị bọn chúng đánh úp bất tỉnh đồng thời bắt cóc Carol.Carol bị bọn chúng đưa về hang ổ và tại đây cô bị bọn chúng hãm hiếp 1 cách tàn nhẫn. Sau cú sốc bị hãm hiếp ở phần 1 lần này cú sốc đó lại lặp lại, đau đớn, tủi nhục và sợ hãi, Carol trèo qua cửa sổ trốn thoát nhưng không may lại rơi trúng hàng rào sắt khiến cô tử vong. Cái chết của đứa con gái khiến Paul như thêm đau đớn.Cái chết của người vợ cũ vẫn chưa nguôi nay lại thêm đứa con gái, Paul đã giận dữ thề sẽ giết sạch những tên tội phạm và những tên thủ ác đã gây ra với gia đình ông. Ông từ chối hợp tác với cảnh sát quyết một mình tìm kiếm giết hết những tên thủ ác để trả thù. Ông thuê 1 khách sạn lấy tên khác để bắt đầu cuộc trả thù. Việc Paul mất tích cùng với việc 6 tên tội phạm ở Los Angeles và 2 tên ở Chicago bị giết khiến họ bắt đầu nghi ngờ việc này là do bàn tay của ông làm. Lo sợ nếu Paul bị bắt thì mọi thỏa thuận ngầm trong phần 1 sẽ bị bại lộ, họ đã mời Frank Ochoa (viên cảnh sát đã theo dõi ông ở phần 1) bí mật điều tra để tìm ra Paul trước khi Paul bị các đơn vị cảnh sát khác sẽ làm lộ thỏa thuận bí mật giữa họ và Paul.

### Death Wish 3(1985)
Xem thêm: Death Wish 3
Tiếp nối phần trước, cuối cùng Paul cũng đã tìm ra những kẻ đã giết hại vợ con của ông năm xưa. Ông đã ra tay tàn sát những tên này. Tuy nhiên dù đã trả thù được cho vợ con của ông nhưng ông vẫn coi những tên tội phạm là cái gai cần phải bị loại trừ.Những vụ những tên tội phạm bị giết liên tục xảy ra. Richard Shriker, 1 nhân viên thanh tra cấp dưới của Frank Ochoa năm xưa giờ đã trở thành cảnh sát trưởng của sở cảnh sát New York. Shriker cũng là người tham gia vào thỏa thuận giữa Paul và Frank năm xưa nên anh đã nhanh chóng đoán ra được Paul chính là người đã giết hại những tên tội phạm.Cùng lúc này lệnh cấm ở phần 1 của Paul đã kết thúc. Ông trở lại New York để thăm người bạn chiến năm xưa ở Chiến tranh Triều Tiên là Charley. Lúc này tình hình an ninh ở New York đang trở nên phức tạp khi các băng đảng tội phạm tiếp tục lộng hành nổi bật trong số đó là băng đảng của tên trùm tội phạm khét tiếng Manny Fraker. Vào 1 ngày nọ, những tên trong băng đảng của Manny đã đột nhập nhà của Charley đánh đập ông đến chết. Paul tới trễ nên không kịp cứu Charley và Charley đã chết trên tay ông. Vì có súng trong tay nên cảnh sát nghi ngờ ông là thủ phạm và bắt giữ ông.Tại sở cảnh sát Paul đã gặp Shriker.Shriker đã đồng ý thả Paul, cho phép ông được tự do trừng phạt những tên tội phạm với điều kiện ông phải báo cáo về số những tên tội phạm bị ông giết. Mặc dù Paul từ chối nhưng Shriker vẫn thả ông và ngầm theo dõi, bảo vệ ông. Paul dọn đến ở trong căn hộ của Charley. Tại đây ông làm quen với rất nhiều người như:Bennett, 1 cựu chiến binh có quen biết với Charley có thủ sẵn 2 cây súng máy hạng nặng ở trong nhà, vợ chồng chủ cửa hàng đá quý, gia đình Kaprov và cặp vợ chồng Joseph Gonzalez-Maria (Marina Sirtis). Sau một vài vụ giết những tên trong băng đảng Manny, Paul cùng với những người mà ông quen biết đã trở thành mục tiêu trả thù của Manny Fraker. Kết quả là Maria (vợ của Gonzalez) bị Manny bắt cóc và hãm hiếp đến chết, vợ của ông chủ cửa hàng đá quý thì bị Manny giết hại còn Bennett thì bị băng đảng Manny đánh trọng thương.Đồng cảm với nỗi đau của những người bị Manny hãm hại, Paul đã cùng họ tổ chức đánh trả băng đảng Manny. Nhờ sự trợ giúp của các cư dân New York, cảnh sát (trong đó có Shriker) họ đã đánh bại được băng đảng của Manny giết được tên trùm khét tiếng. Ở cuối phim, để đảm bảo bí mật thân phận cho Paul, Shriker đã cho phép ông được ra đi.

### Death Wish 4(1987)
Xem thêm: Death Wish 4
Sau sự kiện ở phần 3, Paul nói rằng ông đã bắt đầu mệt mỏi với việc phải săn đuổi và diệt trừ tội phạm nên muốn rửa tay gác kiếm và trở lại Los Angeles (LA). Mặc dù vậy, với việc những vụ giết người mà nạn nhân là những tên tội phạm vẫn diễn ra nên Paul vẫn bị cảnh sát đặt vào vòng nghi vấn.Tại LA lúc này, Paul bắt đầu hẹn hò với Karen Sheldon, 1 nữ phóng viên có 1 cô con gái đang tuổi mới lớn tên là Erica. Vào 1 ngày nọ, Erica cùng với bạn trai cô là Randy sử dụng Cocain (dạng crack) và hậu quả là Erica chết vì sốc thuốc. Thấu hiểu nỗi đau mất con của Karen, Paul đã quyết định sẽ điều tra. Ông bí mật theo dõi Randy tới tận 1 khu giải trí nơi được tiết lộ là nơi đã bán Cocain do Erica và Randy. Tại đây ông phát hiện ra Randy đang nói chuyện với 1 người đàn ông lạ mặt tên Jo Jo. Randy nói rằng anh ta bị ám ảnh bởi cái chết của Erica nên sẽ đi đầu thú.Tuy nhiên Jo Jo đã ra tay sát hại Randy để bịt đầu mối. Paul lập tức xuất hiện và dùng khẩu Walther PPK bắn hắn khiến hắn ngã xuống băng chuyền bằng điện và bị điện giật chết. Sau đó Paul nhận được 1 thông điệp từ 1 người đàn ông lạ mặt tên là Nathan White. Người đàn ông tên Nathan đó tiết lộ ông ta đã thấy ông giết Jo Jo đồng thời tiết lộ Erica chết là do sử dụng cocain quá liều. Nathan còn tiết lộ thủ phạm là 2 tên trùm buôn cocain khét tiếng Ed Zacharias và Jack Romero. Nathan đề nghị 1 thỏa thuận giữa ông ta với Paul theo đó Nathan sẽ cung cấp vũ khí để Paul có thể giết Ed Zacharias và Jack Romero để trà thù cho cái chết của Erica. Sau vài ngày suy nghĩ cuối cùng Paul đồng ý. Bằng sự nhanh trí, mưu mẹo Paul đã giết được 2 tên trùm buôn cocain là Ed Zacharias và Jack Romero đồng thời còn ngụy tạo hiện trường giả là 2 tên trùm tự thủ tiêu nhau. Sau đó Paul tìm gặp Nathan để báo cáo. Tuy nhiên đúng lúc đó ông đã phát hiện Nathan chính là ông trùm buôn cocain khét tiếng. Vì muốn độc chiếm thị trường cocain mà Nathan đã mượn tay ông để loại bỏ 2 băng đảng đối lập. Paul thoát chết khi Nathan cho tay chân ám sát ông để bịt đầu mối.Không thể giết được Paul, Nathan bắt cóc Karen làm mồi nhử Paul.Paul xuất hiện và cuối cùng đã giết được Nathan nhưng lại không cứu được Karen do trước đó cô đã bị Nathan giết chết. Reiner, viên thanh tra sở cảnh sát LA đã điều tra ra được Paul đã giết Ed Zacharias và Jack Romero đã đến bắt Paul ngay sau khi ông vừa giết được Nathan. Reiner yêu cầu Paul hãy đầu thú để được nhẹ tội. Paul đã đồng ý.

### Death Wish 5(1994)
Xem thêm: Death Wish 5
Ở phần cuối của phần trước, Paul đã đồng ý đầu thú. Tuy nhiên khác với Frank Ochoa và Richard Shriker, Reiner tỏ ra là 1 con người cứng rắn và quyết liệt hơn trong vụ bắt giữ Paul. Tuy vậy nhờ sự can thiệp của văn phòng luật sư New York, cuối cùng Paul được trả lại tự do nhưng bị buộc phải rời khỏi LA.Paul đã quyết định trở lại New York theo lời mời tham gia chương trình bảo vệ nhân chứng từ văn phòng luật sư New York với tên gọi là Paul Steward. Vào thời điểm này ở New York xuất hiện 1 người đàn ông có tên là Tommy O'Shea được tiết lộ là 1 tên trùm mafia đang muốn thao túng ngành kinh doanh thời trang. Công ty thời trang của Olivia Regent-vợ cũ của Tommy chính là mục tiêu mà tên trùm mafia này muốn thao túng và hắn liên tục uy hiếp cô và đứa con gái chung tên Chelsea dù họ đã ly dị sau nhiều năm. Olivia có cảm tình với Paul và họ đã quyết định đi đến việc sẽ hẹn hò để đính hôn vì Olivia mong muốn Paul sẽ bảo vệ cô và đứa con gái khỏi sự uy hiếp từ người chồng cũ. Tại xưởng may thời trang, Olivia cảm thấy nóng mặt trước việc Tommy cho tay chân hành hạ nhân viên và người quản lý của cô. Điều này khiến Tommy nổi điên cùng với việc cô đang hẹn hò với Paul càng làm hắn ghen tức. Nhân lúc Paul mất cảnh giác, Tommy sai 1 tay chân của hắn là Freddie Flakes cải trang làm đàn bà lẻn vào phòng thay đồ của Olivia.Tại đây Olivia bị tên đầu trâu mặt ngựa tra tấn rất dã man.Hắn đập đầu cô vào chiếc gương khiến mặt cô bị biến dạng hoàn toàn. Từ đó Olivia cùng với Paul đã quyết định đi gặp Tony Hoyle (1 thanh tra DA) và trợ lý là Hector Vasquez để làm nhân chứng tố cáo Tommy. Biết tin, Tommy đã cho Freddie cùng đám đàn em của hắn cải trang làm cảnh sát địa phương đột nhập nhà Paul. Dù đã chống trả quyết liệt nhưng Paul vẫn không thể bảo vệ được Olivia. Trong lúc trốn lên mái nhà, cô bị Freddie bắn và ngã xuống đất tử vong. Sau đó cô bé Chelsea bị Tommy bắt đi. Paul quyết định lên kế hoạch trừng trị băng đảng của Tommy. Ông đầu độc Chickie Paconi bằng độc Kali xyanua, giết Freddie bằng quả bom điều khiển từ xa được ngụy trang dưới quả bóng. Cùng lúc đó Paul phát hiện Hector Vasquez là 1 tên cảnh sát biến chất. Sau khi biết được Hector sẽ khử Tony Hoyle theo lệnh của Tommy. Paul bí mật đột nhập vào nhà Tony. Hector đến trông thấy Paul hắn rút súng định băn ông nhưng ông nhanh trí rút khẩu súng đã thủ sẵn dưới con búp bê bắn chết hắn. Paul sau đó đột nhập vào xưởng may của Olivia nơi Tommy cùng tay chân đang giam giữ Chelsea. Bằng mưu mẹo và sự nhanh trí Paul đã trừng trị được tên thủ ác và cứu được bé Chelsea.

### Phim dựa theo phần tiếp nối của tiểu thuyết
Death Sentence là 1 bộ phim có cùng motip với Death Wish dựa trên kịch bản của tiểu thuyết cùng tên cũng do Brian Garfield. sáng tác.Nội dung phim kể về cuộc đời cũng như diễn biến tâm lý của Nick Hume là 1 luật sư tài ba có người vợ và con trai đều bị băng đảng tội phạm giết hại đã thề sẽ trả thù các băng đảng này. Nhân vật chính phim Nick Hume do nam diễn viên Kevin Bacon thủ vai

## Phim làm lại
Tháng 1 năm 2012, The Hollywood Reporter cho biết phiên bản làm lại của thương hiệu đã được xác nhận và sẽ do Joe Carnahan đạo diễn kiêm biên kịch. Tuy nhiên, Carnahan rời dự án vào năm 2013 và đạo diễn Gerardo Naranjo tham gia tiếp tục thực hiện bộ phim. Tuy vậy, quá trình hợp tác giữa Naranjo và hãng phim không đi đến thành công. Tháng 3 năm 2016, hai hãng Paramount và MGM cho biết Aharon Keshales và Navot Papushado sẽ chính thức đảm nhiệm phần phim làm lại, với Bruce Willis vào vai chính. Tới tháng 6 năm 2016, trang web Deadline Hollywood lại xác nhận lại rằng Eli Roth sẽ tiếp quản dự án, và bộ phim được ra mắt vào ngày 2 tháng 3 năm 2018.